# Salāq-e Tāj Moḩammad
Salāq-e Tāj Moḩammad (persiska: سلاق تاج محمد) är en ort i Iran.   Den ligger i provinsen Golestan, i den norra delen av landet, 400 km nordost om huvudstaden Teheran. Salāq-e Tāj Moḩammad ligger 32 meter över havet och antalet invånare är 397.
Terrängen runt Salāq-e Tāj Moḩammad är mycket platt. Runt Salāq-e Tāj Moḩammad är det ganska tätbefolkat, med 65 invånare per kvadratkilometer. Närmaste större samhälle är Daland, 17,3 km söder om Salāq-e Tāj Moḩammad. Trakten runt Salāq-e Tāj Moḩammad består till största delen av jordbruksmark.